# Grote Moskee van Koeweit
De Grote Moskee van Koeweit is de grootste moskee in Koeweit. De oppervlakte bedraagt 45.000 m², waarvan het gebouw zelf 20.000 m² beslaat. De belangrijkste gebedsruimte is 72 meter breed en heeft kiaatdeuren en 144 ramen.

## Overzicht
De koepel van de moskee heeft een diameter van 26 meter en een hoogte van 43 meter en is versierd met de asma al-hosna, de 99 namen van God. In de gebedsruimte is plaats voor maximaal 10.000 mannen en in een aparte zaal voor maximaal 950 vrouwen. Er is ook een bibliotheek van 350 m² met islamitische naslagwerken en documenten.
De bouw van de moskee begon in 1979 en werd voltooid in 1986. De minaret van de moskee, in de noordwestelijke hoek, is in Andalusische stijl.